# Tuscania
Tuscania (nota come Toscanella fino al 1911) è un comune italiano di 8 197 abitanti della provincia di Viterbo nel Lazio.

## Geografia fisica

### Territorio
Tuscania, come molti dei comuni limitrofi e come tipico di questa zona del Viterbese, sorge su alcuni (in questo caso, sette) promontori di roccia tufacea posti tra il fiume Marta e il Fosso Capecchio che dominano, permettendone il controllo, la valle del Marta, che rappresenta un'importante via di comunicazione e transumanza che univa, fin dalla preistoria, il lago di Bolsena con il mar Tirreno, nei pressi dell'attuale Tarquinia.
Lungo la parte occidentale del territorio comunale, verso Arlena di Castro, si estende un'ampia superficie boschiva, con altimetrie che non superano i 300 m.s.l.m, individuato dai toponimi del Pianaccio, Poggio della Madonna, Pian delle Rusciare e Poggio Porciaro.

### Clima
Classificazione climatica: zona D, 1654 GR/G

## Origini del nome
Non conosciamo il nome pre-romano. In latino era Tuscana con derivazione da tuscum più il suffisso prediale latino -anus che indica possesso, con il significato di territorio o città dei Tusci, il nome con il quale i Romani chiamavano gli Etruschi.

## Storia

### Le origini leggendarie
Due le leggende mitologiche sull'origine della città: la prima, riportata dallo storico romano Tito Annio Lusco, vorrebbe Tuscania fondata dal figlio di Enea, Ascanio, sul luogo del ritrovamento di dodici cuccioli di cane (da cui il nome latino Tus-cana) mentre una seconda indica come fondatore Tusco, figlio di Ercole e di Araxe.

### Dalla preistoria al periodo etrusco
Oltre ad alcune tracce risalenti già al paleolitico, i rinvenimenti presso le necropoli etrusche delle Scalette e del Pantacciano fanno datare i primi importanti insediamenti in questa zona tra l'età del rame e quella del bronzo antico (cioè tra il terzo e la prima metà del secondo millennio a.C.).
La prima importante fase di espansione degli insediamenti della zona, legata allo sviluppo della civiltà etrusca e rientrante nella tendenza nella regione al sorgere in tale periodo di piccole città stato, ebbe inizio a partire dall'VIII secolo a.C. con l'urbanizzazione dell'acropoli posta sul colle di San Pietro (attualmente all'esterno della cinta muraria cittadina).
In questo periodo non è possibile parlare di un unico centro abitato ma (come anche indicato dal rinvenimento sul territorio di dodici distinte necropoli rupestri), più probabilmente, di un insieme di piccoli villaggi a vocazione prevalentemente agricola che avevano come punto di riferimento economico, amministrativo e religioso proprio il colle San Pietro che divenne, in breve, uno dei più importanti centri politici e religiosi della Tuscia.
Nei secoli successivi la posizione geografica della città, posta a metà strada tra il mar Tirreno, il lago di Bolsena e l'Etruria interna, come anche il controllo della valle del Marta, favorirono lo sviluppo ed il prosperare della Tuscania etrusca (con il nome, all'epoca, di Tusena) trasformandola da insieme di insediamenti prevalentemente agricoli a città commerciale, fino a diventare una delle più importanti città della lucumonia di Tarquinia e centro della rete viaria di collegamento tra la costa e l'entroterra.
A partire dal IV secolo a.C., in seguito alla sconfitta ad opera dei Greci delle città etrusche della costa, assunse importanza anche il commercio marittimo, esercitato da Tuscania per mezzo del porto di Regas (nei pressi dell'attuale Montalto di Castro).

### La dominazione romana
Non vi sono testimonianze storiche della partecipazione di Tuscania alle battaglie che, intorno al 280 a.C., portarono alla sottomissione delle città etrusche dell'Alto Lazio a Roma; il passaggio di Tuscania sotto la dominazione romana avvenne dunque, con buona probabilità, in maniera pacifica; di tale dominazione Tuscania non risentì ma trasse, al contrario, vantaggio: venne potenziata l'agricoltura e vi fu il fiorire di botteghe artigiane per la produzione di sarcofagi decorati prodotti sia in terracotta che in nenfro (una varietà di tufo: l'ignimbrite trachitica). La costruzione di acquedotti, di terme e, in primo luogo quella, intorno al 225 a.C., di una delle più importanti direttrici di comunicazione dell'epoca, la via Clodia, fecero di Tuscania uno dei più importanti centri della zona.
A seguito della cosiddetta guerra sociale (90 a.C. - 88 a.C.), Tuscania fu poi eletta municipium romano con il nome di Tuscana ed assegnata alla tribù Stellatina.
In seguito, nel V secolo, divenne una delle prime sedi vescovili in Italia rimanendo tale fino al 1653.

### Il Medioevo
A seguito del crollo dell'Impero Romano d'Occidente, Tuscania fu travolta, al pari del resto dell'Italia, da diverse invasioni barbariche venendo successivamente occupata dagli Eruli, dai Goti e dai Longobardi i quali la conquistarono, guidati da Alboino, nel 569, l'anno successivo alla loro discesa in Italia (o, secondo altre fonti, nel 574).
A tale dominazione pose fine, due secoli più tardi, la conquista del regno longobardo da parte dei Franchi di Carlo Magno, nel 774. Pochi anni più tardi, nel 781, con la donazione da parte di Carlo Magno al papa Adriano I, la città entrò a far parte del patrimonio della Chiesa.
Dal 967 al 1066 fu soggetta alla famiglia degli Anguillara, dal 1080 fu poi feudo degli Aldobrandeschi e, successivamente, dei Marchesi di Toscana; nel 1081 venne assediata dalle truppe di Enrico IV, il quale era sceso in Italia a fine marzo a seguito della seconda scomunica inflittagli da papa Gregorio VII (la prima delle quali legata al famoso episodio di Matilde di Canossa).

### Dal periodo comunale ad oggi

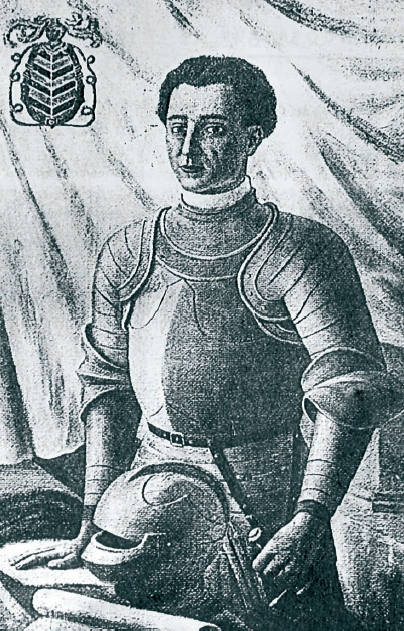
Angelo Broglio da Lavello, signore di Toscanella

Nel XII secolo divenne Libero Comune esercitando il proprio dominio su di un vasto territorio che comprendeva numerosi castelli tra i quali quelli di Ancarano, Acquabona, Canino, Carcarella, Cellere, Montalto di Castro, Piansano e Tessennano.
Nel XIII secolo il possesso della città rimase al centro delle lotte di potere fra l'impero ed il papato che portarono Federico II di Svevia a conquistarla entrando in città il 2 marzo del 1240 e la città a dotarsi di ampie mura che la proteggessero da attacchi esterni.
Nel 1222 il soggiorno di san Francesco d'Assisi a Tuscania diede avvio ad un periodo di forte ripresa del sentimento religioso cittadino ed alla costruzione di numerosi monasteri nel territorio circostante.
Le contese tra le famiglie di guelfi e ghibellini, l'occupazione subita e la crisi economica dovuta alla perdita di importanza della via Clodia diedero inizio ad un primo periodo di decadenza e di perdita di prestigio di Tuscania a favore della vicina Viterbo la quale era stata anch'essa elevata al rango di sede vescovile da papa Celestino III, nel 1192.
Durante il governo del legato pontificio cardinale Egidio Albornoz (inviato da papa Innocenzo VI, tra il 1353 ed il 1367, a ripristinare il controllo pontificio sui territori della Chiesa nel corso della cattività avignonese) la città visse un periodo di tranquillità relativa, anche se non duratura.
Martino V, eletto papa al termine del Concilio di Costanza (che aveva messo fine allo Scisma d'Occidente), come riconoscimento della lealtà della città alla causa pontificia nominò Tuscania nel 1421 contea e ne diede l'investitura al capitano di ventura Angelo Broglio da Lavello detto "il Tartaglia", colui il quale durante lo stesso Concilio di Costanza aveva assunto la carica di Rettore del Patrimonio della Chiesa: questi stabilì in città la propria residenza costruendovi alcuni edifici (ancor oggi è possibile ammirare la Torre del Lavello) e realizzandovi un'ampia piazza d'armi.
Sul finire del secolo, nel 1495, Tuscania fu saccheggiata dall'esercito francese di Carlo VIII. L'esercito francese, proveniente da Firenze e diretto al sud per occupare il Regno di Napoli quale erede di Maria d'Angiò, trovò la città in gran parte sguarnita di difese: il cardinale Giovanni Vitelleschi da Corneto inviato da papa Eugenio IV a sedare la lunga serie di lotte tra signorotti locali e le continue ribellioni della città (come quella del 1491 che aveva portato i tuscaniesi ad impiccare sul colle Rivellino il commissario pontificio Bernardone Della Posta per protestare contro le pesanti gabelle) nonché a restituire il possesso della stessa al papato aveva infatti, solo poco tempo prima, fatto radere al suolo la maggior parte delle fortificazioni difensive che si trovavano sul territorio tuscaniese.
In seguito a tale avvenimento ebbe inizio per Tuscania un periodo di lento declino che, nei secoli successivi, tenne la città ai margini degli avvenimenti storici più importanti. Tuscania seguì, senza più registrare avvenimenti degni di rilievo, le sorti dello Stato della Chiesa fino all'Unità d'Italia quando, il 12 settembre 1870, il generale Nino Bixio entrò a Tuscania cacciando le guardie pontificie di papa Pio IX. Con l'annessione al Regno d'Italia, cominciò per Tuscania una progressiva ripresa sociale ed economica.

Tuscania nel 1936

Il terremoto del febbraio 1971 semidistrusse Tuscania, provocando 31 morti, la lesione ed il crollo di molte case ed edifici tra i quali le chiese romaniche di San Pietro e Santa Maria Maggiore che furono successivamente restaurate.

### Simboli
Lo stemma e il gonfalone sono stati riconosciuti con decreto del capo del governo del 12 luglio 1929, trascritto nei registri della Consulta Araldica il 13 luglio dello stesso anno.
Stemma
Lo stemma era in uso dal XIII secolo. Dal sec. XIV sotto lo scudo è presente talvolta la sigla S.P.Q.T. (Senatus PopulusQue Tuscaniae). La croce bianca indica l'appartenenza di Tuscania alla fazione guelfa.
Gonfalone

### Onorificenze
Il titolo di città è stato concesso a Tuscania con D.P.C.M. del 25 maggio 1929.

## Monumenti e luoghi d'interesse

### Architetture religiose
- Chiesa romanica di San Pietro

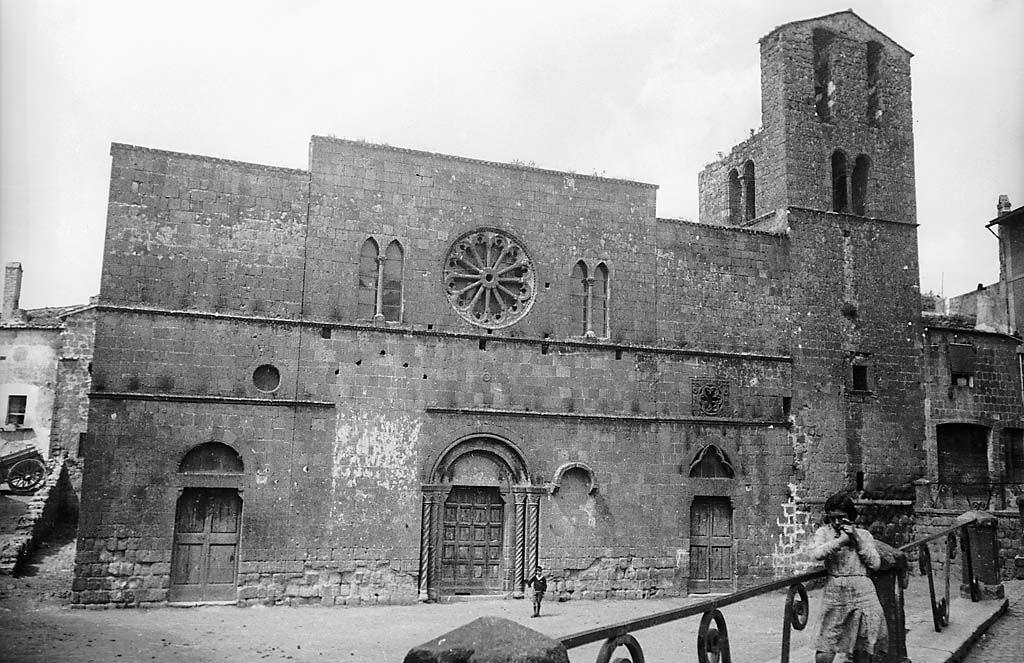
Santa Maria della Rosa in Tuscania nel 1932

- Chiesa romanica di Santa Maria Maggiore
- Chiesa di Santa Maria della Rosa, importante esempio di architettura romanico-gotica, costruita tra il XIII e XIV secolo, con una facciata abbellita da un portale centrale con colonnine tortili, e da un bel rosone.
- Duomo di Tuscania: Concattedrale di San Giacomo Maggiore, insigne Basilica di aspetto settecentesco con facciata cinquecentesca.
- Abbazia di San Giusto
- Chiesa di Santa Maria del Riposo. All'interno sono tre pale d'altare di Giovanni Battista Volponi, detto lo Scalabrino, raffiguranti l'Adorazione dei Pastori, l'Adorazione dei Magi e la Deposizione[10], insieme a una tela di Gerolamo Siciolante da Sermoneta con la Presentazione di Maria Vergine al tempio, e la splendida tavoletta del Pastura inserita nella grande pala dell’altare maggiore.
- Chiesa di San Marco
- Chiesa di San Silvestro
- Chiesa di San Francesco (Cappella Sparapane)
- Chiesa di San Giuseppe
- Chiesa di San Giovanni Decollato
- Chiesa dei Santi Martiri (San Lorenzo)
- Chiesa del Sacro Cuore di Gesù
- Chiesa di Nostra Signora di Lourdes

### Architetture civili
- Mura di Tuscania
- Porta di San Marco o Montascide
- Torre di Lavello

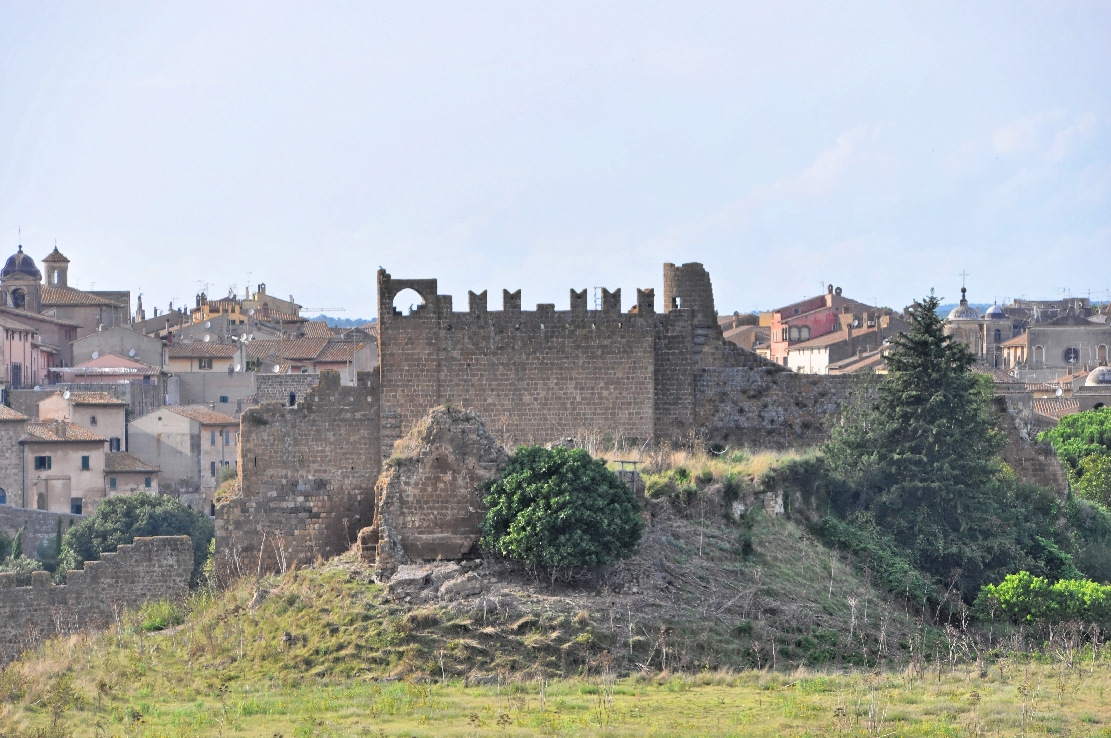
Castello del Rivellino, ex-Palazzo del Podestà

- Palazzo Tozzi-Spagnoli, palazzo signorile con tipico profferlo viterbese
- Palazzo Baronale
- Porta di Poggio Fiorentino
- Palazzo Donnini, detto anche Vescovado, residenza nobiliare e poi sede del vescovo della diocesi di Viterbo e Tuscania
- Palazzo Pocci
- Palazzo Consalvi-Brunacci
- Palazzo Giannotti
- Palazzo Quaglia, già Tartaglia e poi Bruschi-Falgari
- Fontana delle sette cannelle detta anche del Butinale.
- Fontana di Poggio o San Giacomo, in piazza Bastianini o del Duomo
- Fontana di Montascide, in piazza Mazzini o San Marco
- Fontana del Belvedere o del Cardinale

### Architetture militari
- Castello del Rivellino (Ruderi)

### Siti archeologici
Nella campagna tuscanese sono disseminate numerose necropoli risalenti all'età etrusca. Nelle necropoli sono presenti principalmente sepolcri di tipo rupestre con banchine (VIII - VI secolo a.C.), o con sarcofagi per la deposizione dei corpi (V - II secolo a.C.).
Le necropoli sono per lo più distribuite lungo le valli dei corsi d'acqua. Così lungo la valle del fiume Marta si trovano le necropoli di Ara del Tufo, Guado Cinto, Sasso Pinzuto, Sughereto, Scalette, Casale Galeotti, San Giusto, San Potente e Solfatare; lungo il torrente Maschiolo troviamo, una di fronte all'altra, le necropoli di Peschiera e di Pian di Mola; lungo il rio Fecciaro, si trovano le più note necropoli di Carcarello e di Madonna dell'Olivo. Ma queste non esauriscono l'elenco delle numerose necropoli che si trovano nella campagna tutt'intorno a Tuscania, come, ad esempio, quelle della Castelluzza o di Montebello.
La necropoli più nota è quella della Madonna dell'Olivo, situata nelle vicinanze dello stadio comunale e dell'omonima chiesa campestre; il sito conserva:
- le Tombe Curunas (IV - II secolo a.C.), scoperte tra il 1967 ed il 1970, quando restituirono una notevole quantità di sarcofagi e di corredi funebri che sono conservati presso il Museo archeologico nazionale Tuscanese;
- la Tomba del Sarcofago delle Amazzoni (seconda metà del IV secolo a.C.)
- la Grotta della Regina (IV - II secolo a.C.), un vasto sepolcro sotterraneo tra i primi ritrovati a Tuscania.

Nelle vicinanze della Madonna dell'Olivo, sorge la necropoli dell'Ara del Tufo (VII - VI secolo a.C.), con tombe a tumulo simili a quelle della Necropoli della Banditaccia vicina a Cerveteri; il sito è di notevole importanza per il ritrovamento di terrecotte architettoniche che dovevano comporre il rivestimento di un sacello per il culto funerario.
Altra necropoli nella zona della Madonna dell'Olivo è quella di Carcarello, dove è presente il monumentale sepolcro della famiglia etrusca dei Vipinana, che venne utilizzato dalla fine del IV secolo a.C. alla prima metà del II secolo a.C., nella tomba vennero ritrovati ventisette sarcofagi.

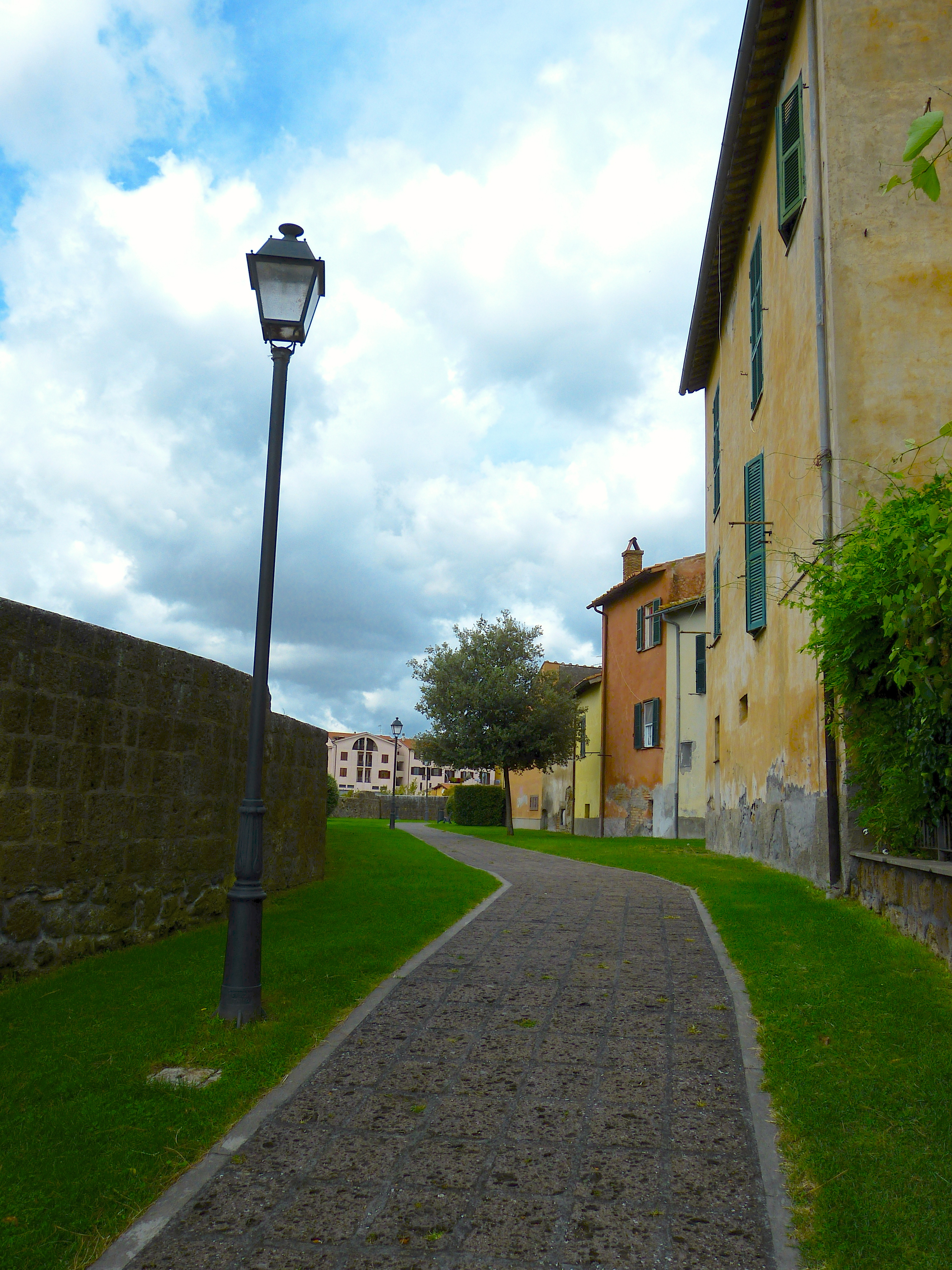
Parco Torre di Lavello

### Aree naturali
- Riserva naturale di Tuscania di circa 2000 ettari, istituita nel 1997 dalla regione Lazio
- Parco Torre di Lavello
- Parco Umberto II
- Giardino pubblico (Viale Trieste)

## Società

### Evoluzione demografica
Abitanti censiti

### Etnie e minoranze straniere
Al 31 dicembre 2022 la popolazione straniera era pari a 941, pari al 10,57% della popolazione.

## Cultura

### Istruzione

#### Biblioteche
- Biblioteca comunale

#### Scuole
- Asilo infantile Ipab Toscanella
- Scuola dell'infanzia "Maria Teresa Vignoli"
- Scuola elementare "Ildovaldo Ridolfi"
- Scuola media "Vincenzo Campanari"
- Liceo Scientifico "Galileo Galilei" (IISS "V.Cardarelli"-Tarquinia)

#### Musei
- Museo archeologico nazionale Tuscanese
- Casa-museo "Pietro Moschini", casa-laboratorio che è stata trasformata in museo in cui sono esposte opere dello scultore contadino: totem, maschere, altorilievi con animali, bastoni lavorati e decine di personaggi ricavati dal legno e dalla pietra.

### Teatri
- Teatro comunale "Veriano Luchetti" (Il Rivellino)
- Teatro Pocci

### Cinema
Film girati a Tuscania
- Otello (Othello) (1952), regia di Orson Welles
- Pia de' Tolomei (1958), regia di Sergio Grieco
- Il Vangelo secondo Matteo (1964), regia di Pier Paolo Pasolini
- L'armata Brancaleone (1966), regia di Mario Monicelli
- L'uomo che ride (1966), regia di Sergio Corbucci
- Uccellacci e uccellini (1966), regia di Pier Paolo Pasolini
- La cintura di castità (1967), regia di Pasquale Festa Campanile
- Romeo e Giulietta (1968), regia di Franco Zeffirelli
- Toh, è morta la nonna! (1969), regia di Mario Monicelli
- Zenabel (1969), regia di Ruggero Deodato
- Brancaleone alle crociate (1970), regia di Mario Monicelli
- Vergine, e di nome Maria (1975), regia di Sergio Nasca
- La cornacchia disse crai (1980), regia di Paolo Isaja
- Nostalghia (1983), regia di Andrej Tarkovskij
- Francesco (1989), regia di Liliana Cavani
- La grande quercia (1997), regia di Paolo Bianchini
- Antonio guerriero di Dio (2006), regia di Antonello Belluco
- Il giorno, la notte. Poi l'alba (2007), regia di Paolo Bianchini
- Aspettando la Bardot (2018), regia di Marco Cervelli
- Chiara (2022), regia di Susanna Nicchiarelli

Fiction girate a Tuscania
- I Borgia (2011-2014)
- Leonardo (2021), regia di Frank Spotnitz

## Economia
Di seguito la tabella storica elaborata dall'Istat a tema Unità locali, intesa come numero di imprese attive, ed addetti, intesi come numero addetti delle unità locali delle imprese attive (valori medi annui).
|          | 2015                  |                              |                            |                |                       |                     | 2014                  |                | 2013                  |                |
| -------- | --------------------- | ---------------------------- | -------------------------- | -------------- | --------------------- | ------------------- | --------------------- | -------------- | --------------------- | -------------- |
|          | Numero imprese attive | % Provinciale Imprese attive | % Regionale Imprese attive | Numero addetti | % Provinciale Addetti | % Regionale Addetti | Numero imprese attive | Numero addetti | Numero imprese attive | Numero addetti |
| Tuscania | 550                   | 2,35%                        | 0,12%                      | 1.109          | 1,87%                 | 0,07%               | 546                   | 1.080          | 542                   | 1.066          |
| Viterbo  | 23.371                |                              | 5,13%                      | 59.399         |                       | 3,86%               | 23.658                | 59.741         | 24.131                | 61.493         |
| Lazio    | 455.591               |                              |                            | 1.539.359      |                       |                     | 457.686               | 1.510.459      | 464.094               | 1.525.471      |

Nel 2015 le 550 imprese operanti nel territorio comunale, che rappresentavano il 2,35% del totale provinciale (23.371 imprese attive), hanno occupato 1.109 addetti, l'1,87% del dato provinciale (59.399 addetti); in media, ogni impresa nel 2015 ha occupato due persone (2,02).

### Agricoltura
Nelle campagne del territorio comunale si coltiva, tra l'altro, la varietà di olivo da cui si ricava l'olio extra vergine di oliva Canino, che nel 1996 ha ricevuto la DOP.

### Artigianato
Tra le attività economiche più tradizionali, diffuse e rinomate vi sono quelle artigianali, come l'arte della ceramica e della terracotta.

## Infrastrutture e trasporti

### Strade
Tuscania è collegata tramite la strada provinciale 2 Tuscanese, al capoluogo di provincia Viterbo, tramite la strada provinciale 3 Tarquiniese a Tarquinia e tramite la strada provinciale 4 Dogana, che si innesta sulla Tarquiniese e sulla strada statale 312 Castrense, a Montalto di Castro. Altre strade provinciali la collegano a Marta e al lago di Bolsena, Valentano, Canino e Vetralla.

## Amministrazione
Il 12 settembre 1911 un Regio Decreto del re Vittorio Emanuele III cambiò la denominazione della località da Toscanella a Tuscania; l'avvenimento è testimoniato da una lapide bronzea posta sulla scalinata del Palazzo Comunale.
Nel 1927, a seguito del riordino delle circoscrizioni provinciali voluto dal governo fascista di Benito Mussolini e stabilito dal Regio Decreto 2 gennaio 1927 n. 1, Tuscania passò dalla provincia di Roma alla provincia di Viterbo.
| Periodo           | Periodo           | Primo cittadino       | Partito                       | Carica                  | Note       |
| ----------------- | ----------------- | --------------------- | ----------------------------- | ----------------------- | ---------- |
| 13 aprile 1946    | 19 giugno 1948    | Nicola Salvatori      |                               | Sindaco                 |            |
| 28 agosto 1948    | 24 aprile 1951    | Francesco Sartori     |                               | Sindaco                 |            |
| 23 giugno 1951    | 29 novembre 1951  | Giuseppe Pierdomenico |                               | Sindaco                 |            |
| 23 gennaio 1952   | 4 aprile 1956     | Nazzareno Salvatori   |                               | Sindaco                 |            |
| 9 giugno 1956     | 17 settembre 1960 | Pericle Scriboni      |                               | Sindaco                 |            |
| 19 novembre 1960  | 18 settembre 1964 | Gilberto Iacobi       |                               | Sindaco                 |            |
| 26 febbraio 1965  | 4 gennaio 1966    | Paolo Farina          |                               | Sindaco                 |            |
| 4 gennaio 1966    | 14 aprile 1966    | Giacomo Mancini       |                               | Sindaco                 |            |
| 13 maggio 1966    | 3 giugno 1966     | Giovanni Marinozzi    |                               | Sindaco                 |            |
| 10 giugno 1966    | 17 giugno 1968    | Pericle Scriboni      |                               | Sindaco                 |            |
| 28 giugno 1968    | 3 dicembre 1968   | Antonio Saccà         |                               | Sindaco                 |            |
| 7 dicembre 1968   | 10 dicembre 1973  | Cesare Leonardi       |                               | Sindaco                 |            |
| 18 dicembre 1973  | 4 dicembre 1975   | Nicola Salvatori      |                               | Sindaco                 |            |
| 12 dicembre 1975  | 31 luglio 1981    | Angelo Marcoaldi      |                               | Sindaco                 |            |
| 1º agosto 1981    | 1º giugno 1982    | Angelo Cardarelli     |                               | Sindaco                 |            |
| 24 giugno 1982    | 16 aprile 1983    | Franco Fiorini        |                               | Sindaco                 |            |
| 20 aprile 1983    | 27 aprile 1983    | Giuseppe Buzzurra     |                               | Sindaco                 |            |
| 27 luglio 1983    | 17 giugno 1985    | Antonio Marconi       |                               | Sindaco                 |            |
| 11 luglio 1985    | 9 aprile 1988     | Stelio Murri          |                               | Sindaco                 |            |
| 25 giugno 1988    | 21 agosto 1990    | Antonio Marconi       |                               | Sindaco                 |            |
| 21 settembre 1990 | 29 gennaio 1991   | Domenico Staccini     |                               | Sindaco                 |            |
| 21 febbraio 1991  | 17 giugno 1993    | Regino Brachetti      | Democrazia Cristiana          | Sindaco                 |            |
| 17 giugno 1993    | 16 maggio 1997    | Regino Brachetti      | Democrazia Cristiana          | Sindaco                 |            |
| 16 maggio 1997    | 13 maggio 2001    | Regino Brachetti      | Centro Cristiano Democratico  | Sindaco                 |            |
| 14 maggio 2001    | 28 maggio 2006    | Antonio Peruzzi       | Lista civica                  | Sindaco                 |            |
| 29 maggio 2006    | 22 giugno 2008    | Alessandro Cappelli   | L'Unione                      | Sindaco                 |            |
| 22 giugno 2008    | 9 giugno 2009     | Francesco Tarricone   |                               | Commissario Prefettizio |            |
| 9 giugno 2009     | 26 maggio 2014    | Massimo Natali        | Il Popolo della Libertà       | Sindaco                 |            |
| 26 maggio 2014    | 27 maggio 2019    | Fabio Bartolacci      | Lista civica Obiettivo comune | Sindaco                 | 1º mandato |
| 27 maggio 2019    | 10 giugno 2024    | Fabio Bartolacci      | Lista civica Obiettivo comune | Sindaco                 | 2º mandato |
| 10 giugno 2024    | in carica         | Fabio Bartolacci      | Lista civica Obiettivo comune | Sindaco                 | 3º mandato |

### Gemellaggi
Il comune di Tuscania è gemellato con:
- Ascoli Satriano
- Lavello

## Sport

### Calcio
- Associazione Sportiva Dilettantistica Tuscania Calcio

### Pallavolo
- Tuscania Volley che nel 2019-2020 milita nel campionato maschile di Serie A3.[19]

### Impianti sportivi
- Stadio Renato Fioravanti
- Campo sportivo "Ascanio Maccarri"
- Palazzetto dello Sport "Olivo"